# Fosse no 4 - 5 des mines de Drocourt
La fosse no 4 - 5 dite Maroc de la Compagnie des mines de Drocourt est un ancien charbonnage du Bassin minier du Nord-Pas-de-Calais, situé à Méricourt. Les puits nos 4 et 5 sont commencés en 1909, la ligne de Lens à Corbehem qui traverse le carreau de fosse est construite à la même période. La fosse commence à extraire en 1911. Elle est détruite durant la Première Guerre mondiale. De vastes cités sont bâties au nord de la fosse. Un terril conique no 97, 4 - 5 Sud de Drocourt, est édifié au nord-ouest du carreau de fosse. La Compagnie des mines de Vicoigne-Nœux rachète la Compagnie de Drocourt le 13 mars 1925.
La Compagnie des mines de Drocourt est nationalisée en 1946, et intègre le Groupe d'Hénin-Liétard. Très grisouteuse, la fosse est équipée d'un captage de grisou, ce dernier est expédié à la cokerie de Drocourt pour alimenter en énergie les fours à coke. En 1954, le puits no 5 est équipé d'un chevalement à molettes superposées, et d'une machine d'extraction à poulie Koepe de 3 500 chevaux. La modernisation vise aussi les cages qui peuvent désormais recevoir des berlines de 2 800 litres. L'année suivante, la fosse du Maroc concentre la fosse no 2. Une cage de bure s'écrase le 11 février 1958, causant la mort de onze mineurs. La fosse no 4 - 5 est rattachée administrativement à la fosse no 3 - 15 en 1975. L'extraction cesse alors à l'étage de 915 mètres mais se poursuit au-delà des mille mètres. L'exploitation du stot de sécurité de la fosse no 3 - 15 cause l'arrêt de son exploitation en 1983, dès lors, la fosse no 4 - 5 concentre toute l'exploitation des charbons gras. Elle cesse d'extraire le 11 mars 1988, et les puits sont remblayés, les chevalements sont détruits en 1990.
Au début du XXIe siècle, Charbonnages de France matérialise les têtes des puits nos 4 et 5. Il ne reste rien de la fosse, son site est devenu un espace vert. Les cités ont été rénovées, et le terril no 97, haut de 85 mètres, est un des plus connus du bassin minier. La cité-jardin Résidence du Parc a été classée le 30 juin 2012 au patrimoine mondial de l'Unesco.

## La fosse

### Fonçage

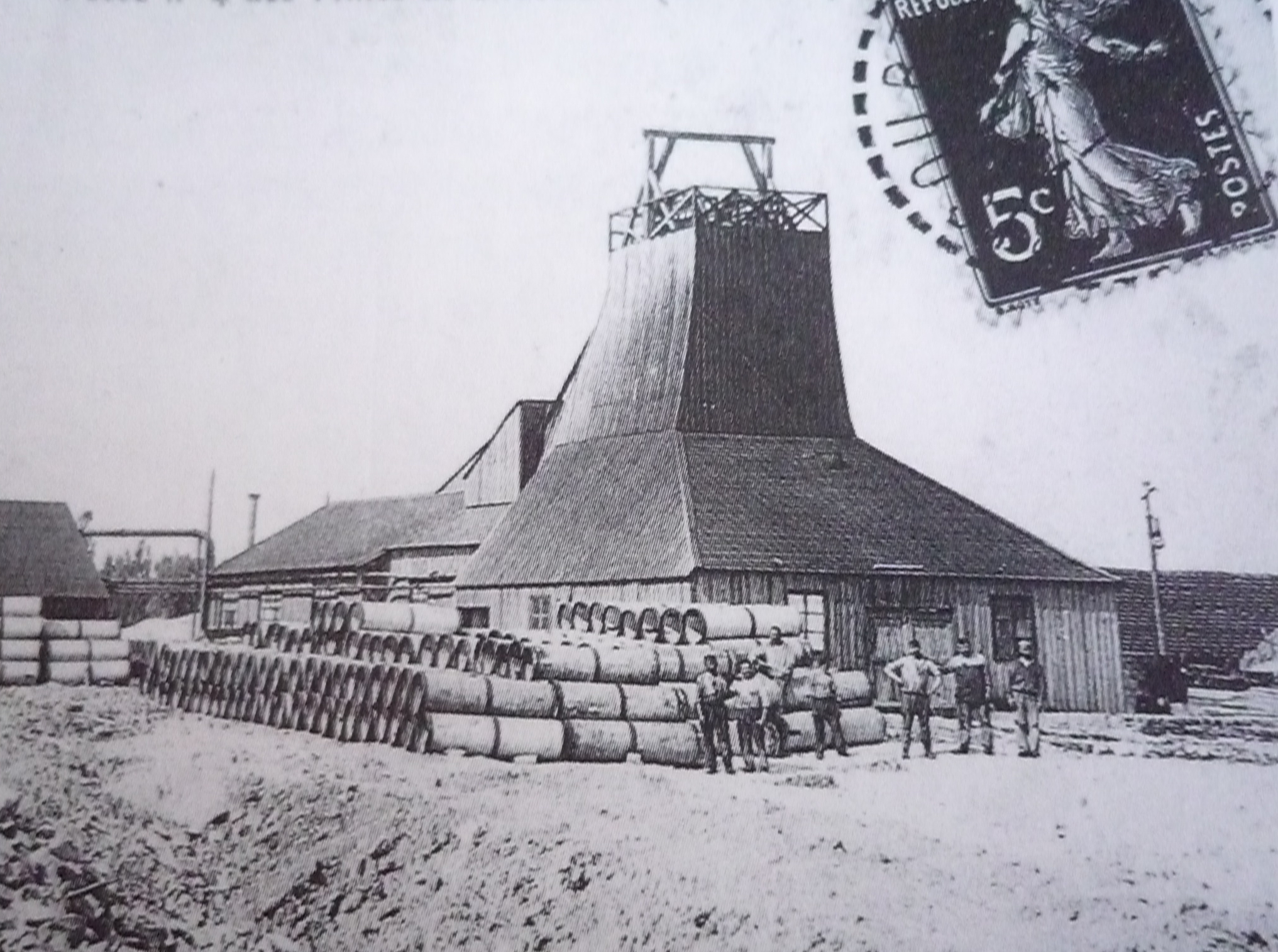
Le chevalement de fonçage du puits no 4.

Le fonçage des puits de la fosse no 4 - 5 commence en 1909 à Méricourt. C'est également à cette période qu'est construite la ligne de Lens à Corbehem, celle-ci traverse le carreau de fosse. Le puits no 5 est entrepris à 45 mètres au sud-est.

### Exploitation
La fosse no 4 commence à extraire en 1911. La fosse est détruite durant la Première Guerre mondiale. La Compagnie des mines de Vicoigne-Nœux rachète la Compagnie de Drocourt le 13 mars 1925.
La Compagnie des mines de Drocourt est nationalisée en 1946, et intègre le Groupe d'Hénin-Liétard. Un captage de grisou est installé à la fosse, reconnue très grisouteuse, et le gaz est expédié à la cokerie de Drocourt afin de permettre l'alimentation des fours à coke. Le chevalement du puits no 5 est remplacé par un nouveau chevalement à molettes superposées, et est doté d'une machine d'extraction à poulie Koepe d'une puissance de 3 500 chevaux. Les cages sont adaptées afin de pouvoir recevoir des berlines de 2 800 litres.
La fosse no 2, sise à Rouvroy à 2 650 mètres à l'est-nord-est, est concentrée sur la fosse no 4 - 5 en 1955, date à partir de laquelle elle cesse d'extraire. À cette période, l'extraction est assurée par le puits no 5, tandis que le puits no 4 est affecté au service. Une cage de bure s'écrase le 11 février 1958, onze mineurs sont tués. Cet accident a été causé par la rupture d'un arbre de treuil. La fosse no 4 - 5 est rattachée administrativement à la fosse no 3 - 15 des mines de Courrières en 1975, cette dernière est sise à 1 791 mètres au nord-nord-est.
La fosse no 4 - 5 cesse d'extraire à l'étage de 915 mètres, mais continue d'exploiter des gisements très profonds, situés en dessous de mille mètres, plus profondément que ceux de la fosse no 3 - 15. La fosse du Maroc exploite le stot de sécurité de la fosse no 3 - 15, ce qui cause l'arrêt de cette dernière en 1983. Le puits no 5 est doté d'un skip et concentre l'exploitation de toute la houille grasse.
La fosse no 4 - 5 cesse d'extraire le 11 mars 1988. Les puits nos 4 et 5, respectivement profonds de 995 et 1 012 mètres, sont remblayés en 1988. Le puits no 4 est équipé d'un captage de grisou. Les chevalements sont détruits en 1990.

### Reconversion
Au début du XXIe siècle, Charbonnages de France matérialise les têtes des puits nos 4 et 5. Le BRGM y effectue des inspections chaque année. Il ne reste rien de la fosse.

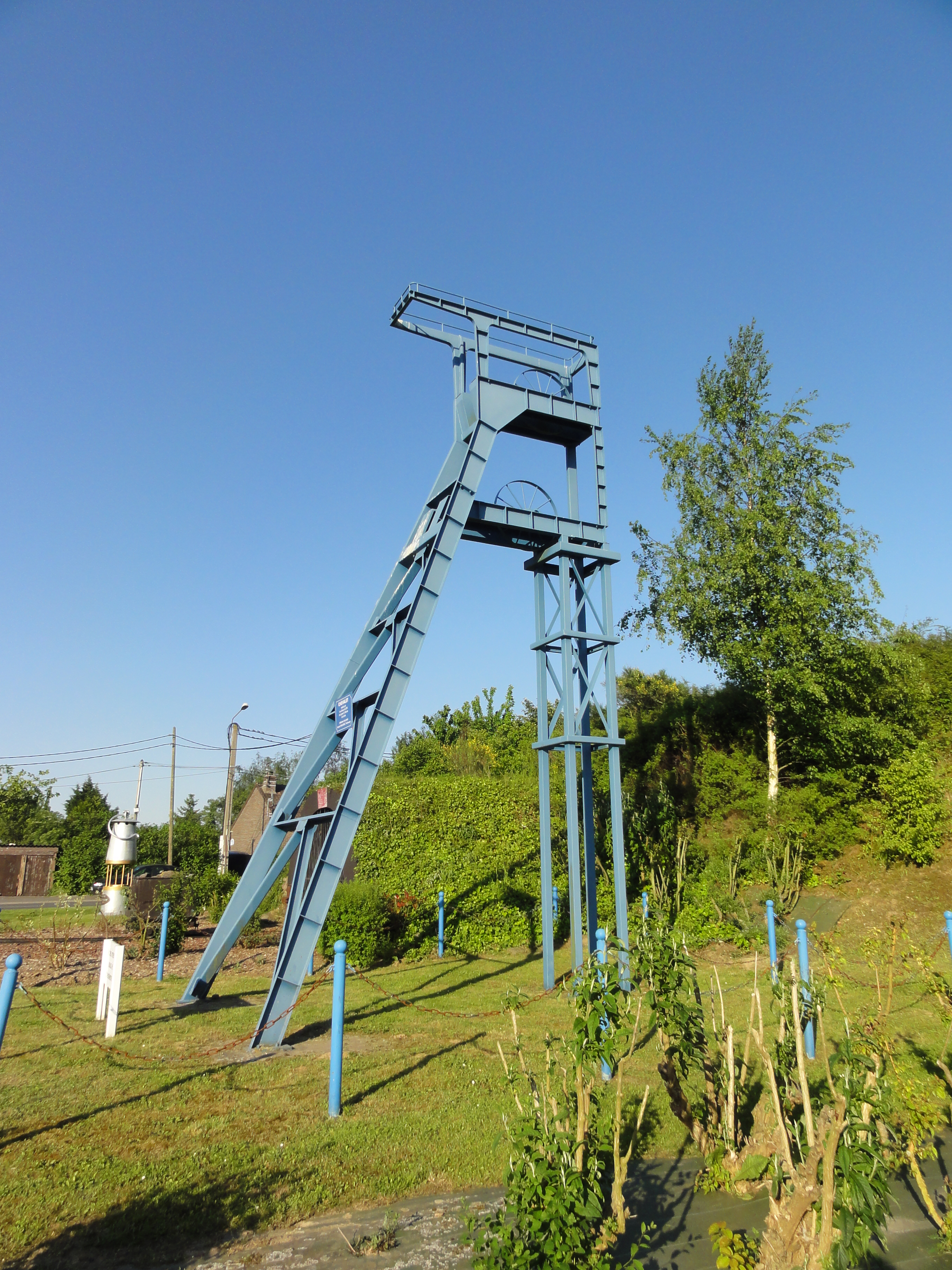
Une reproduction du chevalement du puits no 5.
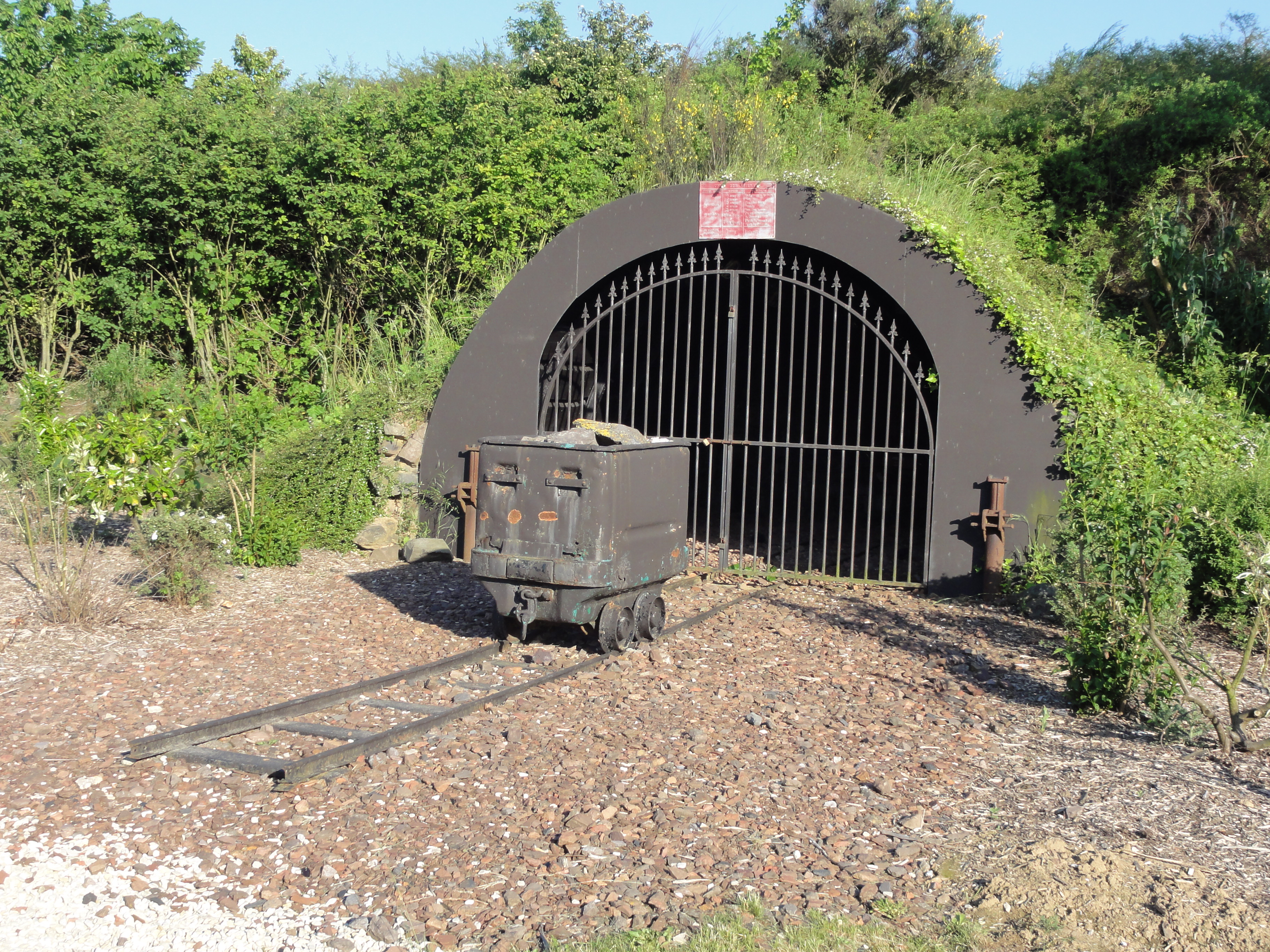
Un semblant de galerie reconstitué.
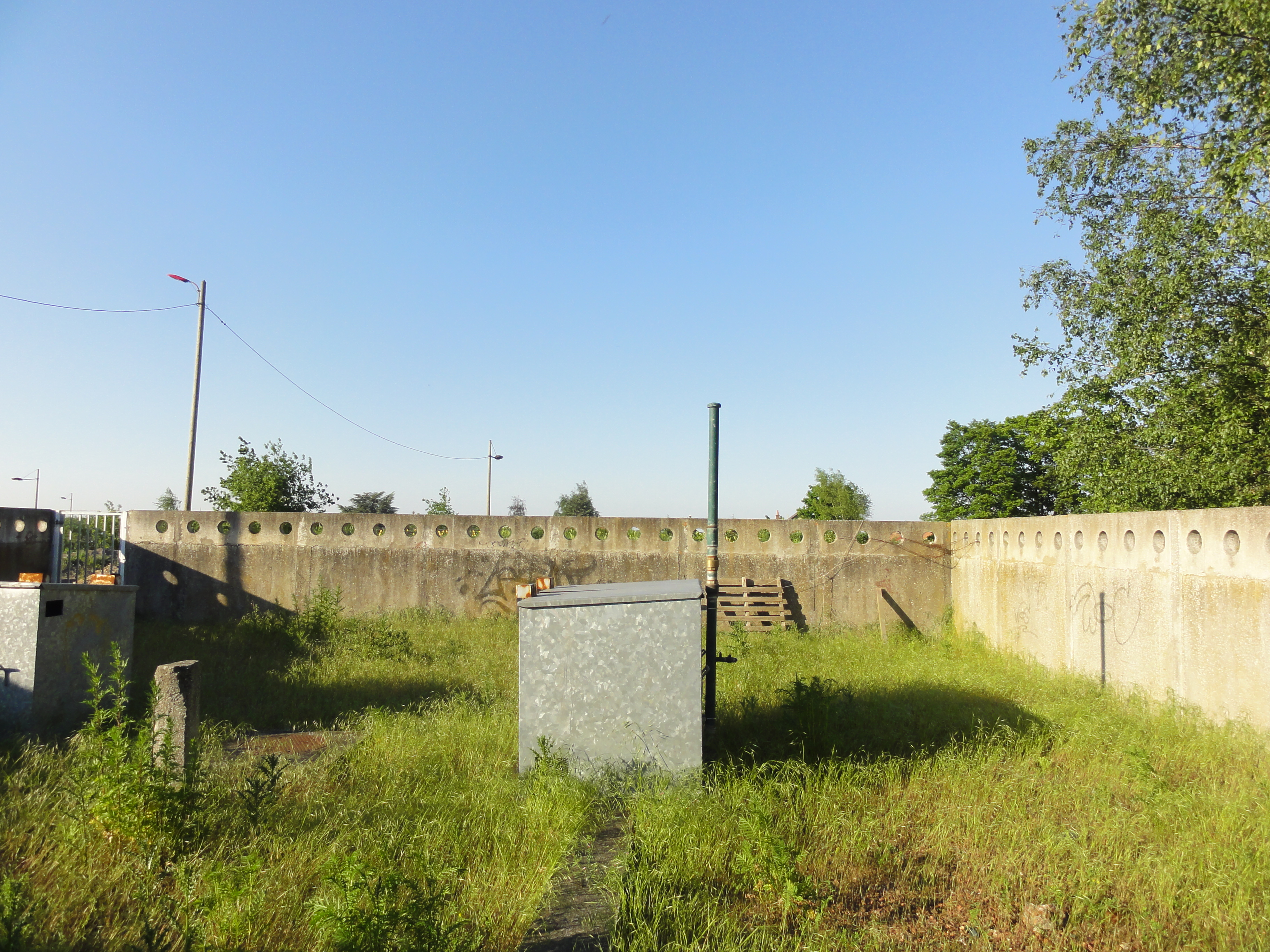
Le puits no 4 et son captage de grisou.
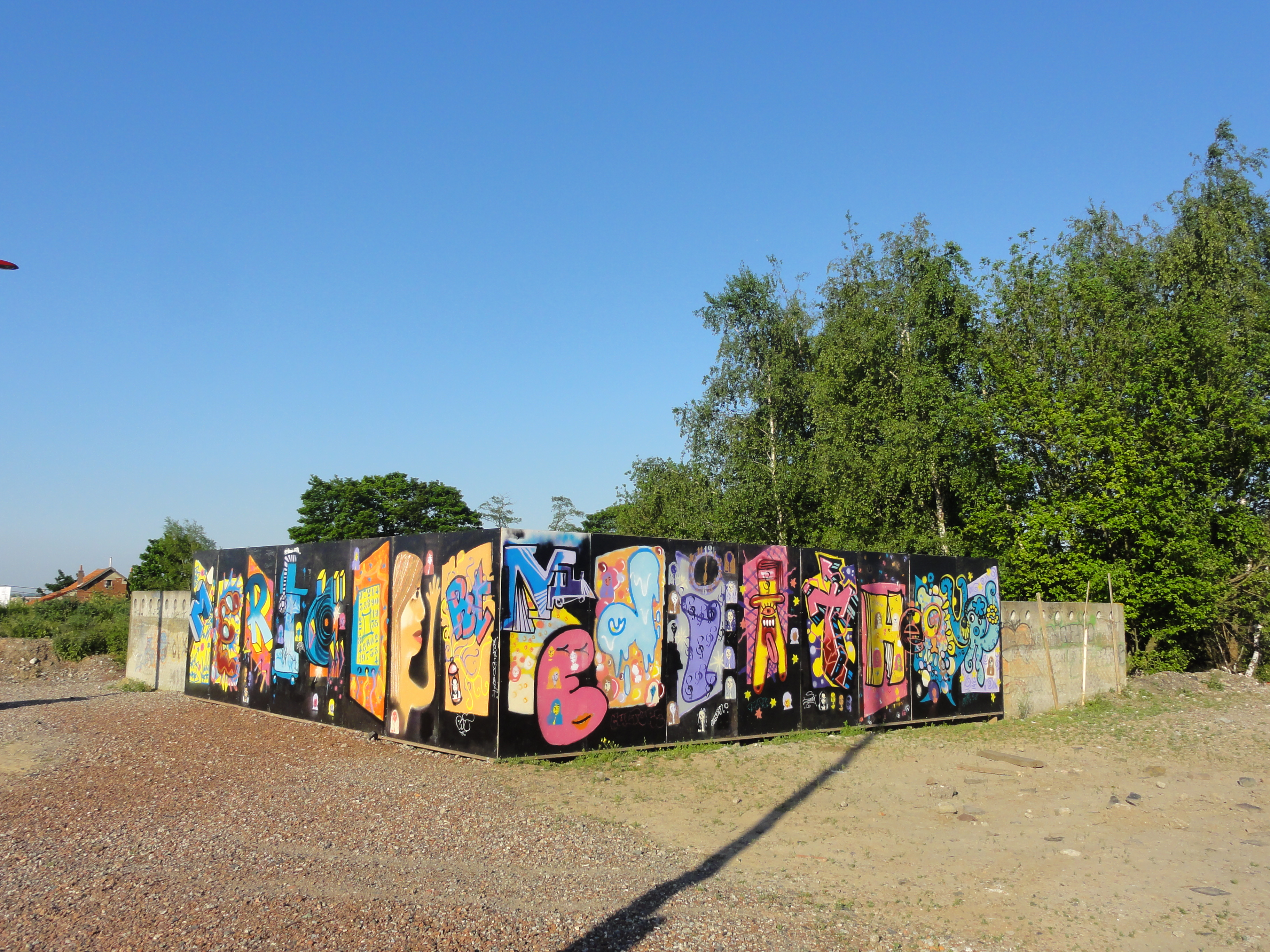
Le puits no 4 dans son environnement.
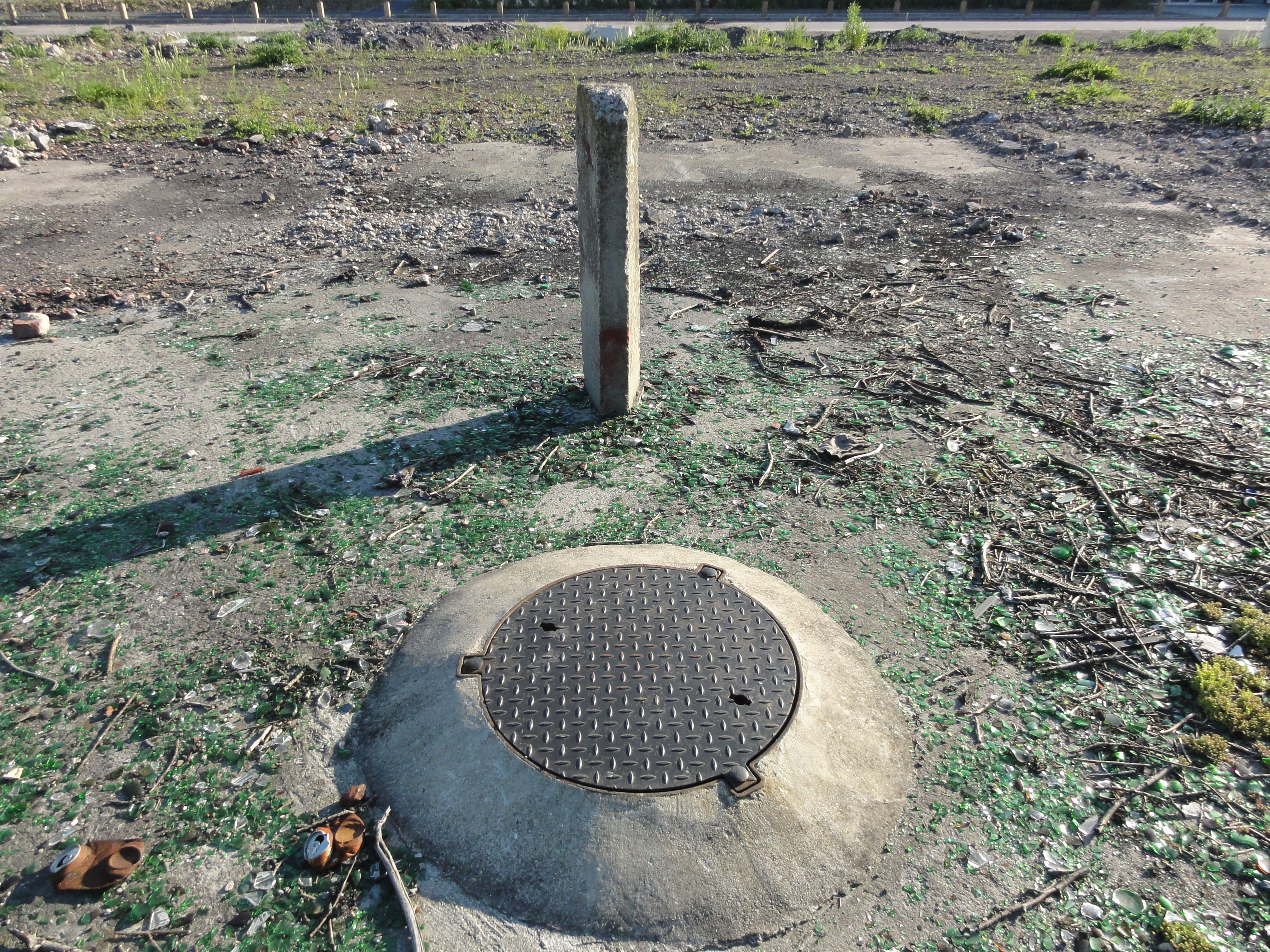
Le puits no 5.
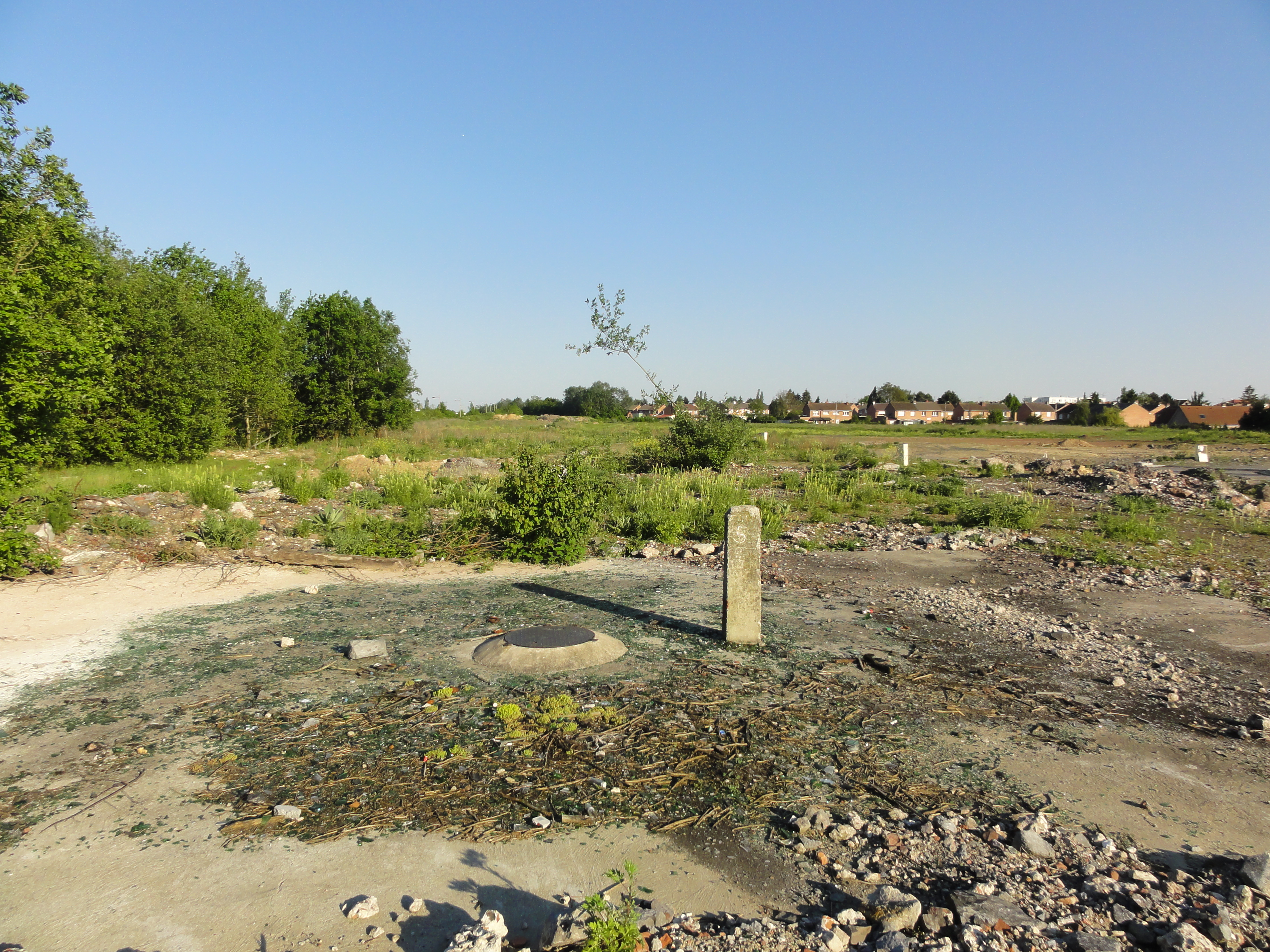
Le puits no 5 dans son environnement.

## Le terril

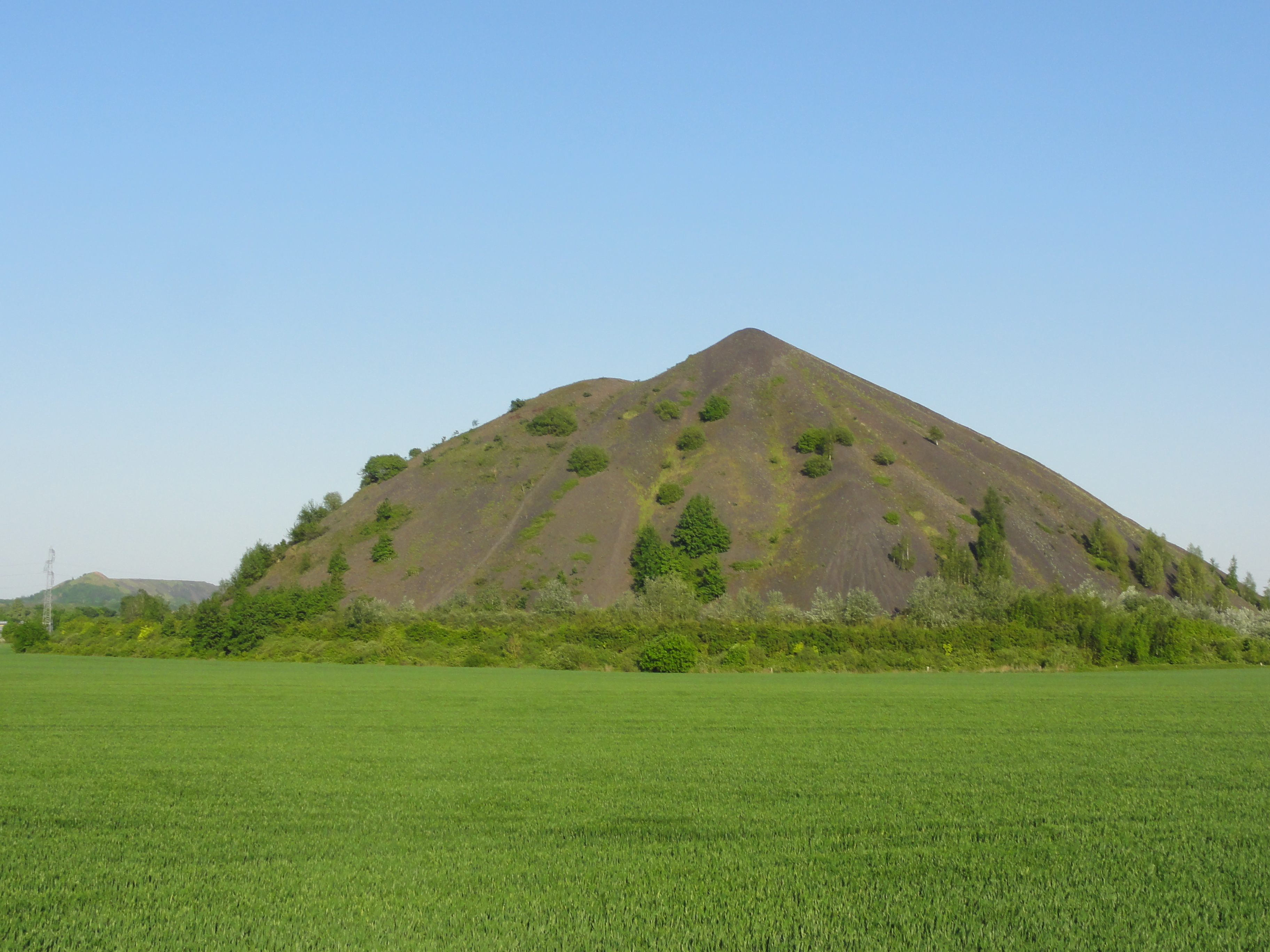
Le terril 4 - 5 Sud de Drocourt.

50° 24′ 24″ N, 2° 52′ 19″ E
Le terril no 97, 4 - 5 Sud de Drocourt, situé à Méricourt, est un terril conique créé par l'exploitation de la fosse no 4 - 5 des mines de Drocourt. Il est haut de 85 mètres, étendu sur 7,4 hectares, et d'un volume de 1 900 000 m3,.

## Les cités
De vastes cités ont été bâties au nord de la fosse no 4 - 5. La cité-jardin Résidence du Parc fait partie des 353 éléments répartis sur 109 sites qui ont été classés le 30 juin 2012 au patrimoine mondial de l'Unesco. Elle constitue une partie du site no 48.

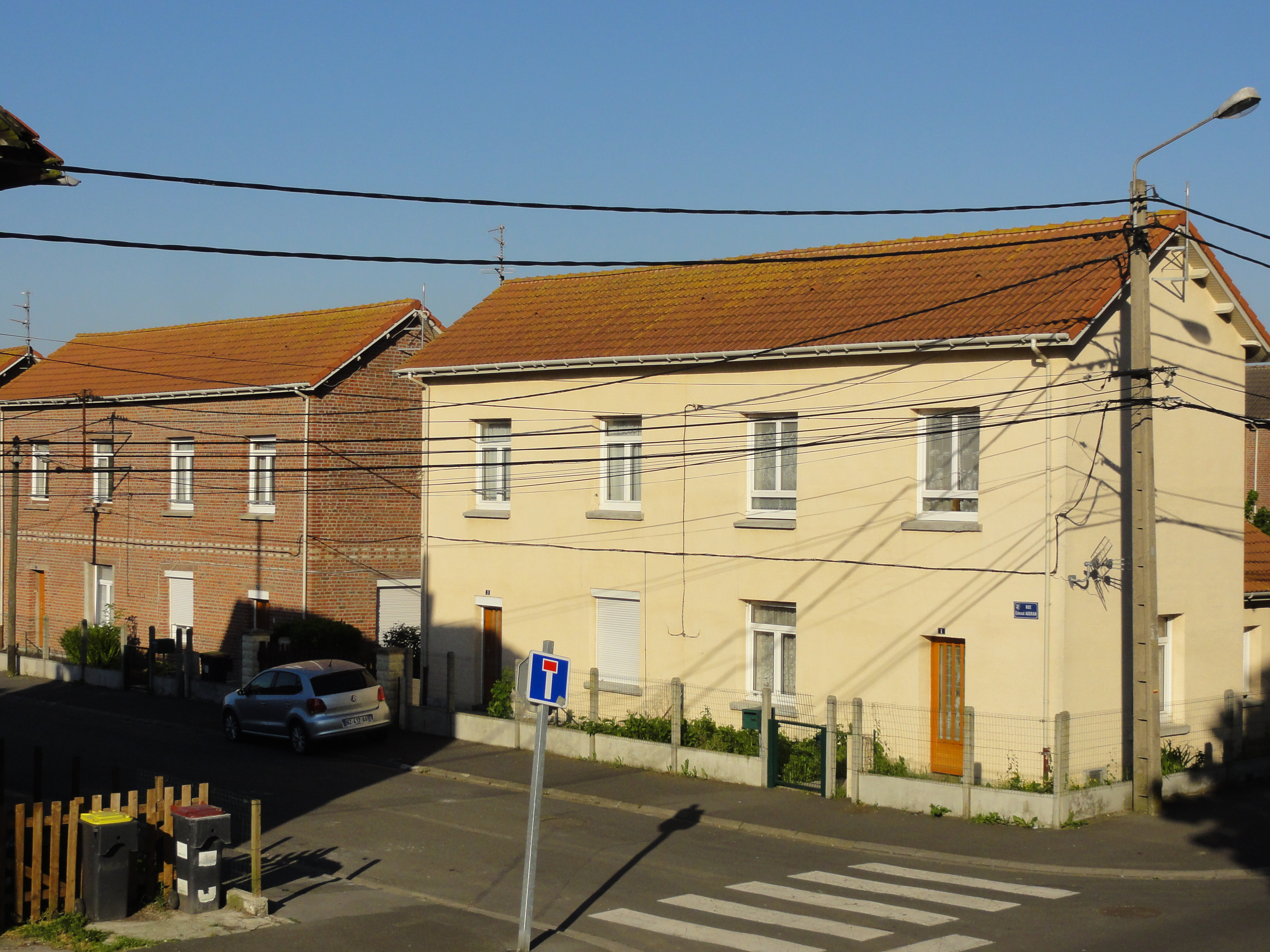
Des habitations groupées par deux.
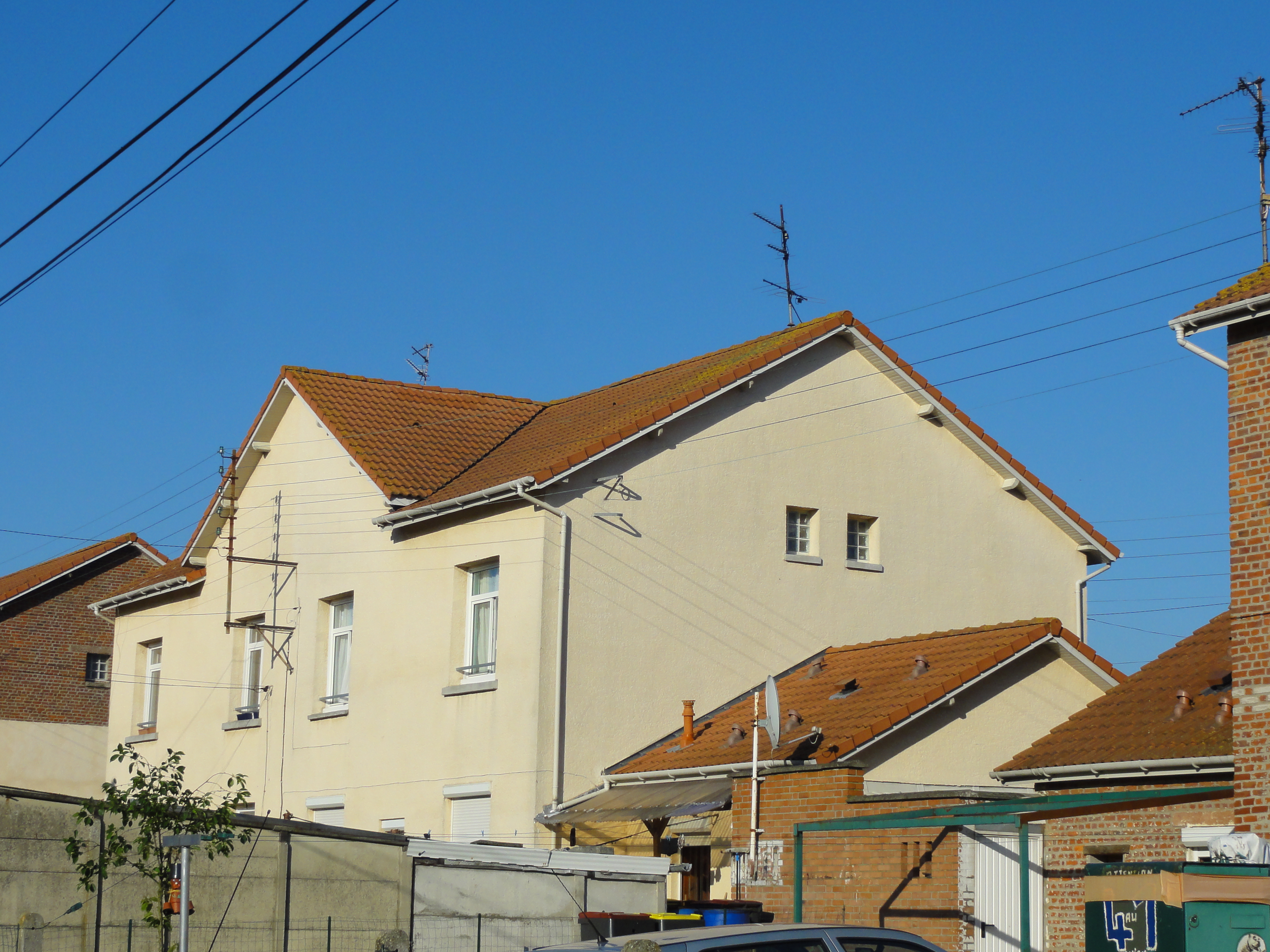
Des habitations groupées par quatre.
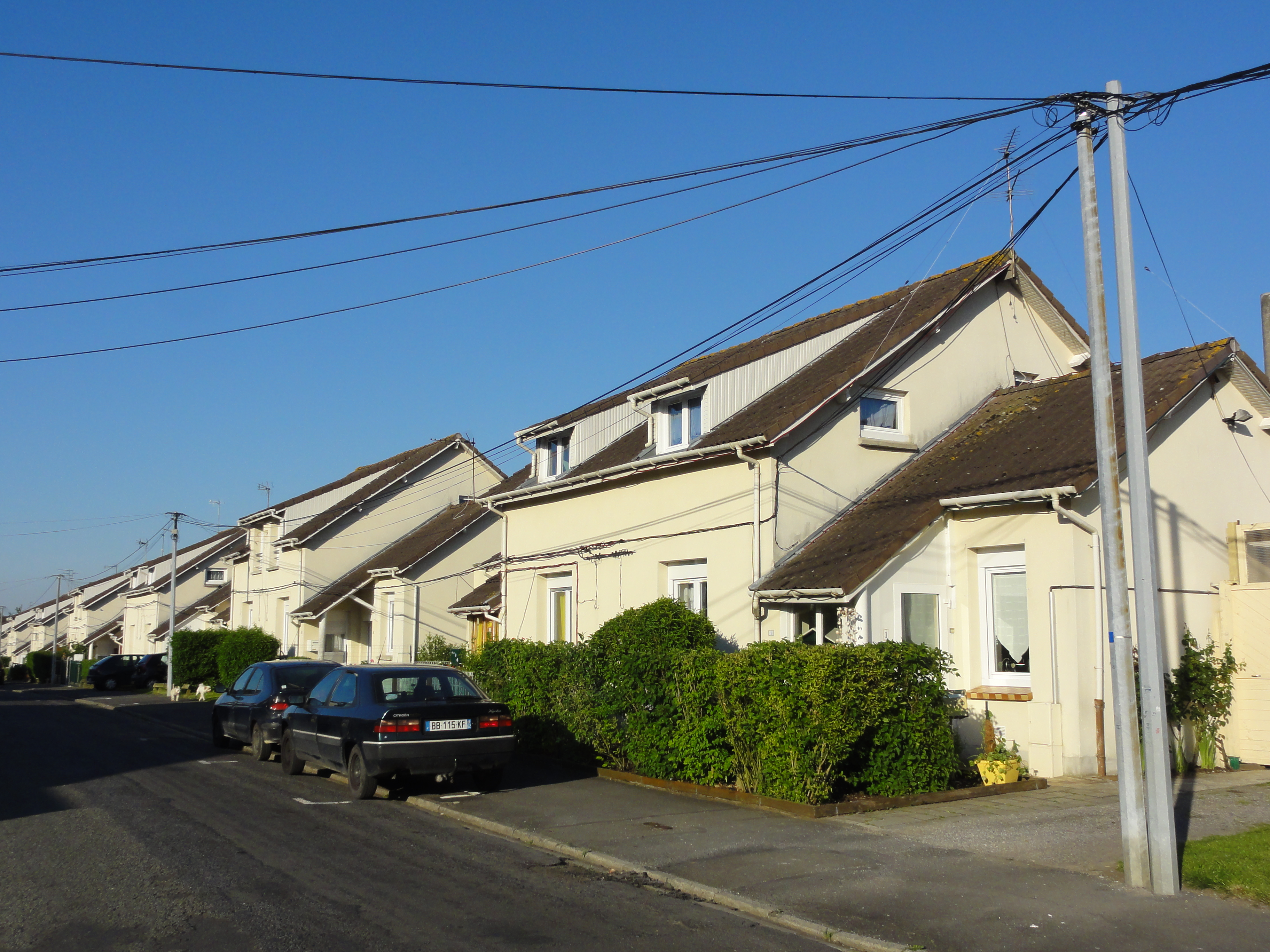
Des habitations groupées par deux.
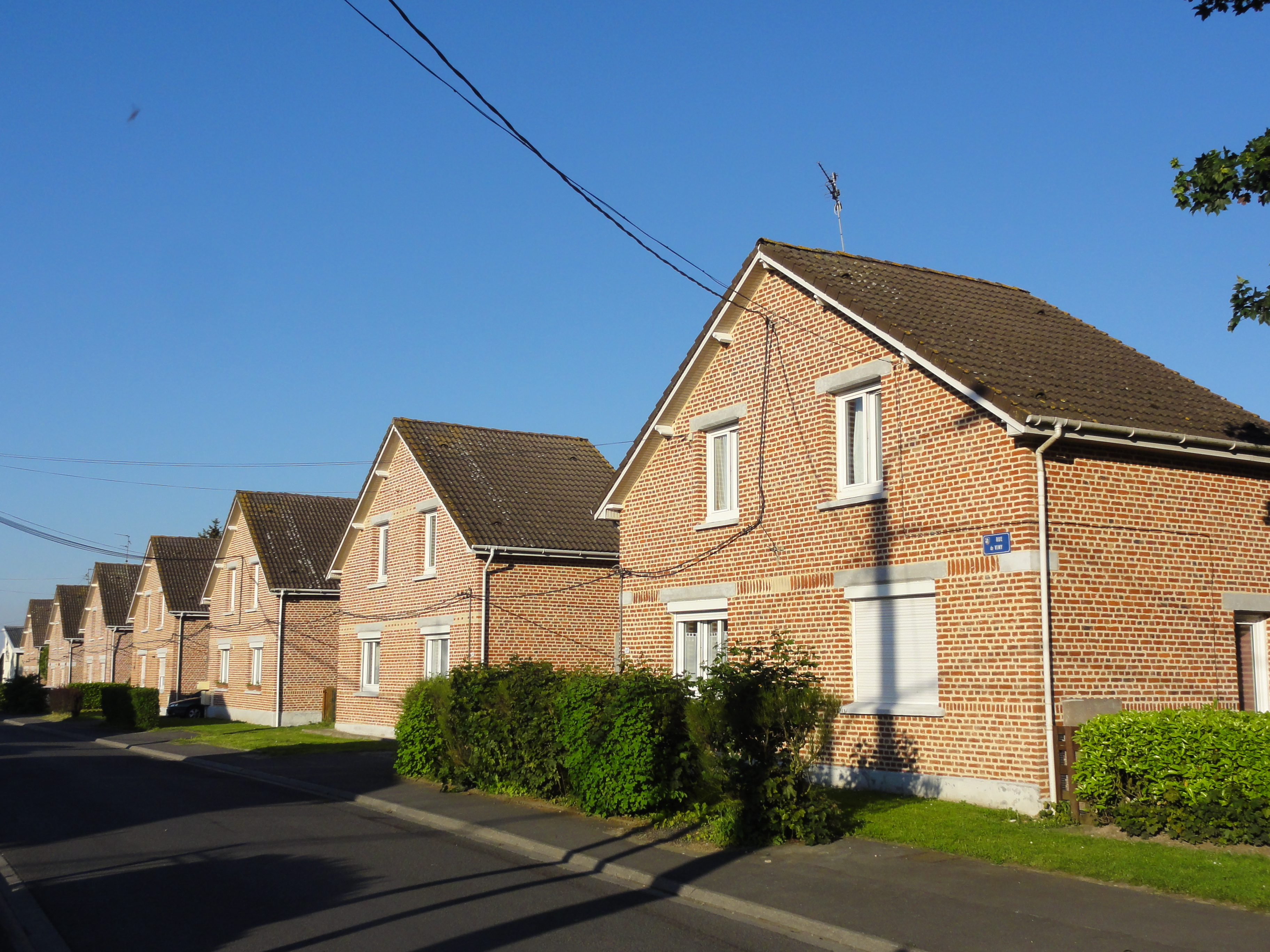
Des habitations groupées par deux.
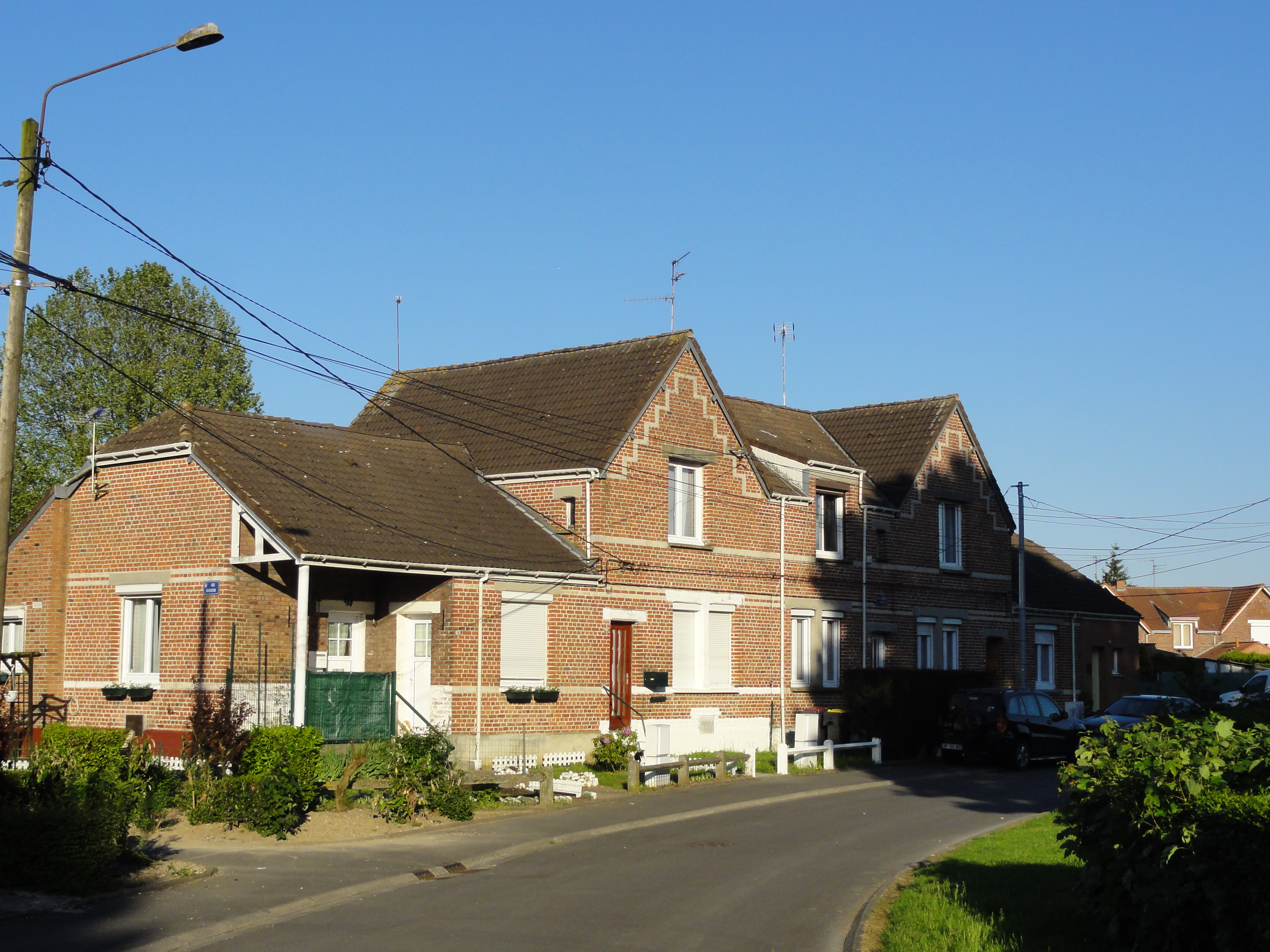
Des habitations groupées par cinq.
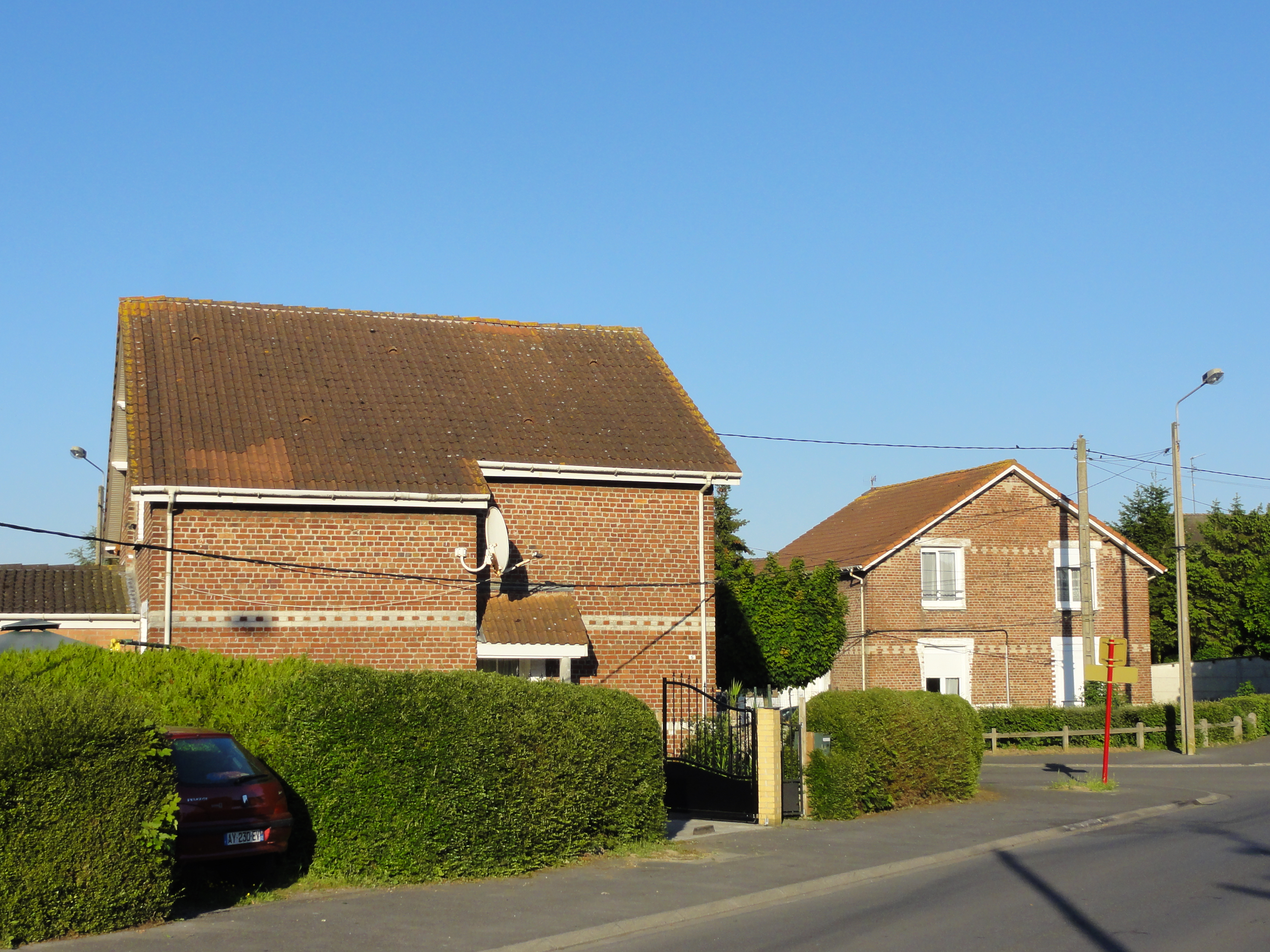
Des habitations groupées par deux.

### Les écoles

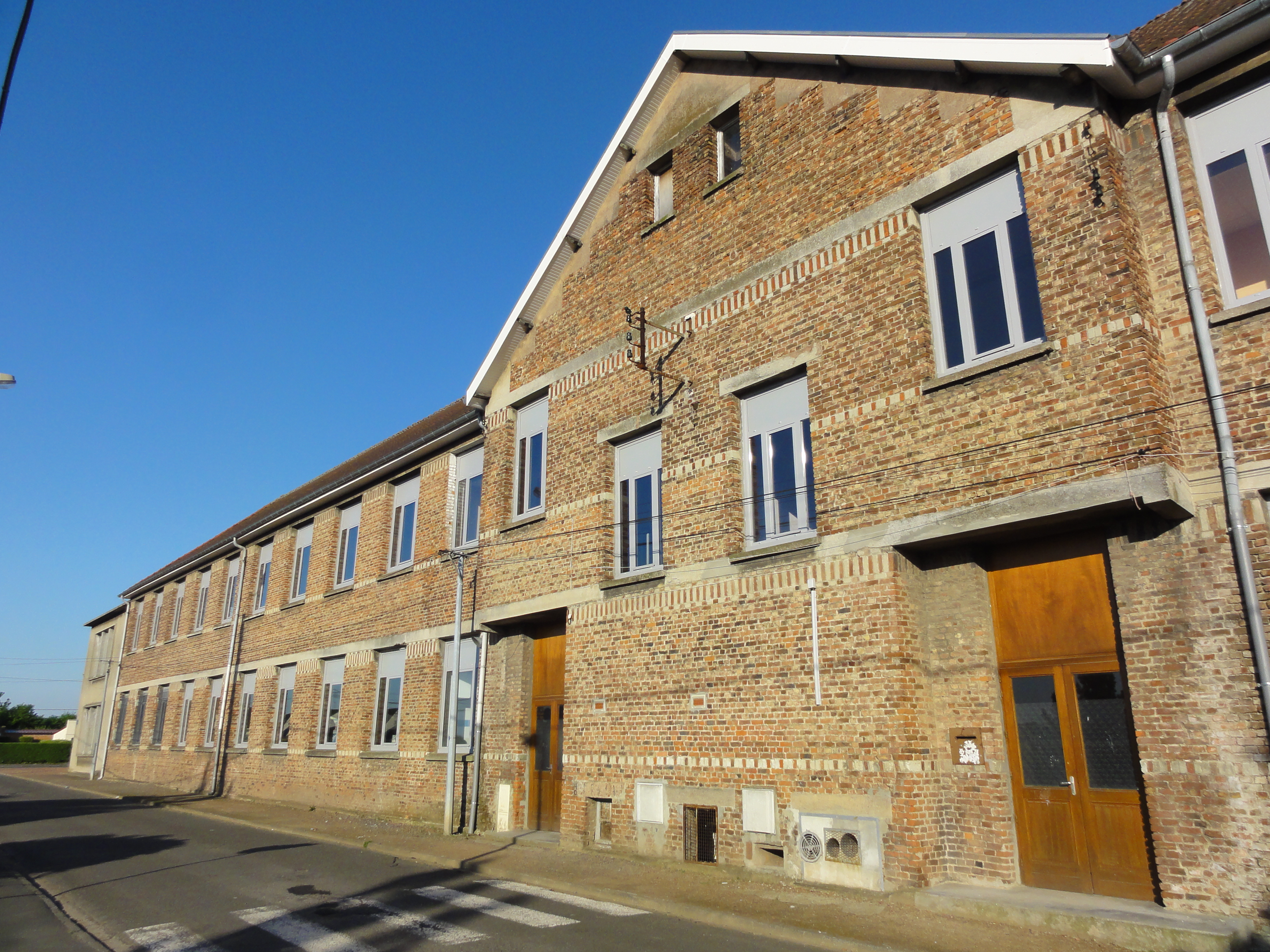
Le corps principal des écoles.

50° 24′ 18″ N, 2° 52′ 58″ E
Des écoles ont été bâties au cœur des cités.